# Sân bay Kabalo
Sân bay Kabalo (IATA: KBO, ICAO: FZRM) là một sân bay ở Kabalo, Cộng hòa Dân chủ Congo.